# Alocoderus strigimargo
Alocoderus strigimargo är en skalbaggsart som beskrevs av Edmund Reitter 1892. Alocoderus strigimargo ingår i släktet Alocoderus och familjen Aphodiidae. Inga underarter finns listade i Catalogue of Life.